# 山本浩 (実業家)
山本 浩（やまもと ひろし、1953年12月14日 - 2014年4月9日）は、日本の実業家。元水戸証券副社長。

## 経歴
栃木県出身。
2014年4月9日午後0時8分、心不全のため栃木県小山市の病院で死去。60歳没。